# Siège de Milan (1162)
Pour les articles homonymes, voir Siège de Milan.
Guerres entre guelfes et gibelins
Batailles
1150 – 1200
- Vernavola (1154)
- Spolète (1155)
- Tortone (1155)
- Milan (1158)
- Siziano (1159)
- Crema (1159)
- Carcano (1160)
- Milan (1162)
- Prataporci (1167)
- Alexandrie (1174-1175)
- Legnano (1176)

1201 – 1250
- Calcinato (1201)
- Casei Gerola (1213)
- Cortenuova (1237)
- Brescia (1238)
- Faenza (1239)
- Giglio (1241)
- Viterbe (1243)
- Parme (1248)
- Fossalta (1249)
- Cingoli (1250)

1251 – 1300
- Bataille de Montebruno (1255)
- Cassano (1259)
- Montaperti (1260)
- Bénévent (1266)
- Tagliacozzo (1268)
- Colle (1269)
- Roccavione (1275)
- Desio (1277)
- Forlì (1282)
- Pieve al Toppo (1288)
- Campaldino (1289)

1301 – 1350
- Pavie (1302)
- La Lastra (1304)
- Milan (1311)
- Soncino (1312)
- Gaggiano (1313)
- Rho (1313)
- Ponte San Pietro (1313)
- Scrivia (1315)
- Montecatini (1315)
- Pavie (1315)
- Sestri (1318)
- Bardi (1321)
- Mirandola (1321)
- Gorgonzola (1323)
- Vaprio d'Adda (1324)
- Altopascio (1324)
- Zappolino (1325)
- San Felice (1332)
- San Quirico (1341)
- Gamenario (1345)

1351 – 1402
- Mirandola (1355)
- Casorate (1356)
- Solara (1356)
- Alexandrie (1391)
- Casalecchio (1402)

Le siège de Milan est conflit militaire opposant l'armée impériale de Frédéric Barberousse à la ville guelfes de Milan. Elle s'inscrit dans le cadre de la guerre entre guelfes et gibelins.

## Contexte historique
Frédéric Barberousse tente de contrôler le nord de l'Italie et s'oppose en ça au pouvoir papal. Avec le soutien des villes gibelines, l'Empereur lance une nouvelle campagne contre les villes guelfes, partisan du pouvoir papal, au cours de 1159. En juillet de la même année, avec l'aide d'abord des Crémonais et ensuite des contingents envoyés par l'archevêque de Cologne et les ducs de Saxe, il met Crema sous siège. La petite ville lombarde, cependant, résiste longtemps, mettant en colère Frédéric, et ne tombe que le 26 janvier 1160 ; en effet, l'un des meilleurs techniciens de Crema, un certain Marchisio, trahit les assiégés et se range du côté de l'empereur.
À la fin d'avril, une expédition est lancée contre Piacenza, qui s'avère infructueuse, tandis que le 9 août, les Milanais infligent une lourde défaite à Barberousse à Carcano (Brianza), le forçant à battre en retraite vers le nord.

## Le siège de la ville
L'hiver 1160 passe sans qu'un homme ne bouge, mais au printemps, les renforts impériaux arrivent. Cependant, les forces ne sont toujours pas suffisantes, donc Frédéric décide d'adopter une autre stratégie : étant donné que la métropole ambrosienne est entourée de villes gibelines, les échanges commerciaux milanais sont bloqués tandis que la campagne de la ville est ravagée. À ce stade, les Milanais tentent en vain d'ouvrir une brèche pendant toute l'année ; le 21 février 1162, des représentants de la ville se rendent à Lodi, demandant la reddition de la ville.
L'empereur n'accepte que la reddition inconditionnelle. La ville est humiliée : après trois jours de cérémonie, Milan se met entre les mains du vainqueur, livrant le symbole civique, le chariot, des milliers de prisonniers et les clés de chaque porte.

## Issue des combats et conséquences
Mais cela ne suffit pas, car le 19 mars, l'ordre est donné d'évacuer et de raser la ville. Détruire Milan nécessite une organisation colossale, donc des hommes arrivent de toutes les villes qui ont autrefois subi les torts de la métropole ambrosienne : Crémone, Pavie, Lodi, Côme, Novare, Brianza et Varèse mettent le feu à la ville et détruisent les structures restantes. Toutes les églises ne sont pas épargnées, et même le clocher de la ville est détruit ; l'opération dure une semaine, du 26 mars au 1er avril. Les reliques les plus précieuses des églises de la ville sont transférées en Allemagne, par exemple les restes des Rois Mages se trouvent toujours à Cologne. Bien que les habitants aient été épargnés, ils sont contraints d'abandonner la région et d'immenses camps de réfugiés se forment hors des murs.
Après Milan, d'autres villes guelfes subissent des humiliations. Le 22 avril, les habitants de Brescia se rendent, étant contraints de payer 6 000 livres impériales et de démolir tours, murs et fossé de la ville, acceptant ainsi les nouveaux dirigeants impériaux. Le 11 mai, c'est au tour de Piacenza, contrainte de raser toutes les fortifications civiques et de donner 9 000 livres impériales ; suivent Bologne, Imola et Faenza. En novembre 1163, enfin, Tortona est complètement détruite par les Paviesans, autorisés par l'Empereur. C'est à Pavie même que la capitale du royaume d'Italie est devenue, comme à l'époque des Lombards et des empereurs saxons, et c'est là que tous les otages demandés par Barberousse sont rassemblés.